# Liste der Kulturdenkmale in Ockerwitz
Die Liste der Kulturdenkmale in Ockerwitz umfasst sämtliche Kulturdenkmale der Dresdner Gemarkung Ockerwitz. Die Anmerkungen sind zu beachten.
Diese Liste ist eine Teilliste der Liste der Kulturdenkmale in Dresden. 

Diese Liste ist eine Teilliste der Liste der Kulturdenkmale in Sachsen.

## Legende
- Bild: Bild des Kulturdenkmals, ggf. zusätzlich mit einem Link zu weiteren Fotos des Kulturdenkmals im Medienarchiv Wikimedia Commons. Wenn man auf das Kamerasymbol klickt, können Fotos zu Kulturdenkmalen aus dieser Liste hochgeladen werden:
- Bezeichnung: Denkmalgeschützte Objekte und ggf. Bauwerksname des Kulturdenkmals
- Lage: Straßenname und Hausnummer oder Flurstücknummer des Kulturdenkmals. Die Grundsortierung der Liste erfolgt nach dieser Adresse. Der Link (Karte) führt zu verschiedenen Kartendiensten mit der Position des Kulturdenkmals. Fehlt dieser Link, wurden die Koordinaten noch nicht eingetragen. Sind diese bekannt, können sie über ein Tool mit einer Kartenansicht einfach nachgetragen werden. In dieser Kartenansicht sind Kulturdenkmale ohne Koordinaten mit einem roten bzw. orangen Marker dargestellt und können durch Verschieben auf die richtige Position in der Karte mit Koordinaten versehen werden. Kulturdenkmale ohne Bild sind an einem blauen bzw. roten Marker erkennbar.
- Datierung: Baubeginn, Fertigstellung, Datum der Erstnennung oder grobe zeitliche Einordnung entsprechend des Eintrags in der sächsischen Denkmaldatenbank
- Beschreibung: Kurzcharakteristik des Kulturdenkmals entsprechend des Eintrags in der sächsischen Denkmaldatenbank, ggf. ergänzt durch die dort nur selten veröffentlichten Erfassungstexte oder zusätzliche Informationen
- ID: Vom Landesamt für Denkmalpflege Sachsen vergebene, das Kulturdenkmal eindeutig identifizierende Objekt-Nummer. Der Link führt zum PDF-Denkmaldokument des Landesamtes für Denkmalpflege Sachsen. Bei ehemaligen Kulturdenkmalen können die Objektnummern unbekannt sein und deshalb fehlen bzw. die Links von aus der Datenbank entfernten Objektnummern ins Leere führen. Ein ggf. vorhandenes Icon  führt zu den Angaben des Kulturdenkmals bei Wikidata.

## Liste der Kulturdenkmale in Ockerwitz
| Bild                                    | Bezeichnung | Lage                                   | Datierung                                                                                     | Beschreibung | ID       |
| --------------------------------------- | --- | -------------------------------------- | --------------------------------------------------------------------------------------------- | --- | -------- |
| Direkt Bild zu diesem Denkmal hochladen | Wohnhaus in offener Bebauung | Am Zschoner Berg 3 (Karte)             | 1. Hälfte 19. Jh. (Wohnhaus)                                                                  | ländlicher Bau mit Fachwerkobergeschoss und -giebeln, bildet unverwechselbares städtebauliches Ensemble mit Zschonermühle (Zschonergrund 2), ortsgeschichtlich bedeutend | 09283274 |
|                                         | Wasserwerk Omsewitz (ehem.) | Ockerwitzer Allee 14 (hinter) (Karte)  | bezeichnet 1901 (Hochwasserbehälter)                                                          | Hochwasserbehälter; Anlage aus Vorkammer oder Einstiegsbauwerk, seitlicher Mauer und eigentlichem, mit Erde bedecktem Behälter, weitestgehend ursprünglich erhaltenes Beispiel für die Versorgung kleiner Landgemeinden, Eingangsbauwerk markant zur Landschaft stehend, baugeschichtlich und ortsgeschichtlich bedeutend | 09303797 |
|                                         | Natursteinmauern im Dorfkern | Ockerwitzer Dorfstraße (Karte)         | 19. Jh. (Stützmauer)                                                                          | ortsbildprägend und als Teil der historisch gewachsenen und authentisch erhaltenen Dorfstruktur von Ockerwitz ortsgeschichtlich von Belang | 09283257 |
|                                         | Wohnstallhaus, Scheune, Stallgebäude und Teil der Hofmauer eines Dreiseithofes                                                                           | Ockerwitzer Dorfstraße 1; 1d (Karte)   | bezeichnet 1849 (Wohnstallhaus)                                                               | heute Wohnhaus und Gebäude der Feuerwehr, Gebäude verputzt und mit Satteldächern, Seitengebäude ehemals mit Kumthalle, zugewandte Giebel jeweils mit Drillingsfenster (Palladio-Motiv), als Zeugnis ländlicher Architektur und Volksbauweise baugeschichtlich von Bedeutung, als Teil der historisch gewachsenen und authentisch erhaltenen Dorfstruktur von Ockerwitz ortsgeschichtlich und stadtentwicklungsgeschichtlich von Belang              | 09283242 |
|                                         | Seitengebäude eines ehem. Bauernhofes | Ockerwitzer Dorfstraße 3 (Karte)       | bezeichnet 1791 (Seitengebäude)                                                               | Obergeschoss Fachwerk, für die Zufahrtsmöglichkeit in den Hof das massive Erdgeschoss weit ausgespart, in dieser Form seltener Bau seiner Zeit im Dresdner Raum und weitgehend bauzeitlich erhalten, als Zeugnis ländlicher Architektur und Volksbauweise baugeschichtlich von Bedeutung, als Teil der historisch gewachsenen und authentisch erhaltenen Dorfstruktur von Ockerwitz ortsgeschichtlich und stadtentwicklungsgeschichtlich von Belang | 09283243 |
|                                         | Wohnstallhaus, Hofmauer und Toranlage eines ehem. Dreiseithofes                                                                                          | Ockerwitzer Dorfstraße 8 (Karte)       | bezeichnet 1848 (Wohnstallhaus)                                                               | Gebäude mit Fachwerkobergeschoss, massivem Erdgeschoss und zugewandtem Giebel, Satteldach, charakteristischer Bau seiner Zeit, als Zeugnis ländlicher Architektur und Volksbauweise baugeschichtlich von Bedeutung, als Teil der historisch gewachsenen und authentisch erhaltenen Dorfstruktur von Ockerwitz ortsgeschichtlich und stadtentwicklungsgeschichtlich von Belang                                                                       | 09283241 |
|                                         | Wohnstallhaus (bestehend aus zwei Gebäudeteilen im stumpfen Winke), Scheune und Auszüglerhaus eines Dreiseithofes, mit Hofeinfahrt, Pforte und Hofmauern | Ockerwitzer Dorfstraße 9 (Karte)       | bezeichnet 1853 (Wohnstallhaus)                                                               | massive, verputzte Bauten mit Satteldächern, zugewandter Giebel des Wohnstallhauses mit Drillingsfenster, charakteristische Anlage und weitgehend bauzeitlich erhalten, als Zeugnis ländlicher Architektur und Volksbauweise baugeschichtlich von Bedeutung, als Teil der historisch gewachsenen und authentisch erhaltenen Dorfstruktur von Ockerwitz ortsgeschichtlich und stadtentwicklungsgeschichtlich von Belang                              | 09283244 |
|                                         | Wohnstallhaus, Scheune, Seitengebäude und Mauern eines Dreiseithofes, mit Hofeinfahrt                                                                    | Ockerwitzer Dorfstraße 10; 10a (Karte) | 1. Hälfte 19. Jh. (Wohnstallhaus), bezeichnet 1817 (Seitengebäude), bezeichnet 1881 (Scheune) | massive, verputzte Bauten mit Satteldächern, zugewandte Giebel jeweils mit gekoppelten Fenstern, Seitengebäude mit Kumthalle, charakteristische Anlage und weitgehend bauzeitlich erhalten, als Zeugnis ländlicher Architektur und Volksbauweise baugeschichtlich von Bedeutung, als Teil der historisch gewachsenen und authentisch erhaltenen Dorfstruktur von Ockerwitz ortsgeschichtlich und stadtentwicklungsgeschichtlich von Belang          | 09283245 |